# Эмиссионные расходы
Эмиссионные расходы представляют собой общие расходы компании, понесенные ею при выпуске своих акций. Включают комиссионные организаторов и гаранта эмиссии (инвестиционных банкиров и андеррайтеров), расходы на юридические, аудиторские, издательские услуги по эмиссии, а также регистрационные взносы. Фирмам необходимо тщательно учитывать подобные расходы, поскольку они влияют на стоимость капитала, которую они в состоянии привлечь от первоначального публичного предложения акций.